# Mari Cassemiro
Mariana Alves Cassemiro (Sete Lagoas, 27 de março de 1987) é uma voleibolista indoor brasileira, atuante na posição de Ponta, com marca de alcance de 301 cm no ataque e 284 cm no bloqueio, possui vasta experiência em clubes nacionais e internacionais, cuja patente é de 3°Sgt do Exército Brasileiro, e fez parte do programa de atletas de alto rendimento e representa o Brasil em competicões internacionais .
Por clubes conquistou duas medalhas de bronze em edições do extinto Torneio Internacional Salonpas Cup, nos anos de 2004 e 2007; competiu na Liga Europeia MEVZA 2010-11, também na Copa CEV 2013, e em 2014 foi Campeã Sulamericana de Clubes, foi vice-campeã da Superliga Brasileira A 2014-15  e foi medalhista de bronze no Campeonato Mundial de Clubes de 2014 na Suíça, e na temporada de  2018 sagrou-se medalhista de prata no Campeonato Mundial Militar foi no Canadá. E sua ultima conquista foi em 2019 quando conquistou o OURO nos jogos Mundial Militar em Wuhan na China . 

## Carreira
Mari Cassemiro  teve seus primeiros contatos com o voleibol ainda na fase escolar em sua cidade natal. Começou a carreira no Sete Lagoas T. C.  e aos 14 anos de idade teve ajuda dos familiares para viajar até a Belo Horizonte para participar dos testes do MRV/Minas, entre 180 candidatas  no referido teste, apenas Mari foi selecionada.Ingressou no MRV/Minas em 2001, logo representou a Seleção Mineira, convocações para Seleção Brasileira de base no Campeonato Brasileiro de Seleções, conquistando o título na categoria infantil em 2002, mesmo ano que conquistou pelo MRV/Minas os títulos do  Campeonato Mineiro  e Metropolitano nas categorias infantil e infanto-juvenil.
Com apenas 17 anos  integrava as categorias de base, o adulto e o profissional, seu clube representou o MRV/São Bernardo nas competições do Estado de São Paulo, obtendo o ouro nos Jogos Abertos de 2004 e  no mesmo ano foi bronze no Campeonato Paulista por esta equipe  e bronze no Torneio Internacional do Salonpas Cup pelo MRV/Minas, clube pelo qual  disputou sua primeira Superliga Brasileira A e alcançou o quarto lugar na temporada 2004-05, mesmo não sendo titular registrou 5 pontos, 2 de ataques, 1 de bloqueio e 2 de saques.
Permaneceu no mesmo clube mineiro que passou a utilizar a alcunha Fiat/Minas foi quarto lugar no Torneio Internacional Salonpas Cup de 2005 e disputou a Superliga Brasileira A 2005-06,terminando por esta equipe em sétimo lugar. Em 2006 o Minas representou o Paulistano  no Campeonato Paulista de 2006, utilizando a alcunha de Fiat/Paulistano conquistando o bronze e o quarto lugar na Copa São Paulo e o sétimo lugar na Superliga Brasileira A 2005-06.Pelo Fiat/Minas competiu na edição da Superliga Brasileira A 2006-07 conquistando nesta edição o bronze.
Em sua última temporada pelo Fiat/Minas conquistou mais um bronze no Torneio Internacional Salonpas Cup de 2007 e esteve na equipe que disputou a Superliga Brasileira A 2007-08 e encerrou na sétima posição.Na jornada seguinte  atuou pelo clube espanhol do  Tubillete.com Tenerife Marichal e por este conquistou em Tenerife o título da Supercopa  da Espanha de 2008 e na Superliga Espanhola A encerrou na sexta posição.
Na Espanha conheceu seu marido e jogou  pela Universidad de Burgos em parceria com o  CV Diego Portelas , obtendo o quarto lugar na Supercopa  da Espanha de 2009 e na Superliga Espanhola A encerrou na COM O BRONZE e nesta edição foi a quarta Melhor Atacante, e realizou 179 pontos.
Continuou no voleibol europeu, desta vez no time croata: Žok Split 1700 alcançando a medalha de bronze na Copa da Croácia 2010-11, o quarto lugar na Liga A Croata 2010-11, além disso disputou por este clube a Liga Europeia MEVZA 2010-11, alcançando a nona posição.
Reforçou a equipe  turca do Ereğli Belediye, passagem que relatou ter maior dificuldade para adaptação e na Liga A Turca alcançou o nono lugar.
Após Foi repatriada pelo Pinheiros na temporada 2011-12 e disputou a Superliga Brasileira A 2011-12 encerrando na nona colocação.Novamente foi atuar no voleibol europeu, tinha um pré-contrato assinado com uma equipe e por problemas burocráticos não concretizou, então recebeu um convite do voleibol suíço, e defendeu o  Volley Köniz nas competições 2012-13, conquistando o vice-campeonato da Copa da Suíça e o bronze na Liga A Suíça 2012-13 classificando o clube para o Campeonato Europeu do ano seguinte;em 2013 disputou a Copa CEV por este clube, ocasião que terminou na décima terceira colocação.
Voltou atuar no voleibol brasileiro, desta vez pela equipe do Sesi-SP  e conquistou o vice-campeonato paulista de 2013, mesma colocação obtida na Copa Brasil de 2014 em Maringá-Paraná qualificando a equipe para o Campeonato Sul-Americano de Clubes de 2014 sediado em Osasco-Brasil,  não esteve entre as inscritas, mas participou da campanha da conquista da medalha de ouro e qualificação inédita de sua equipe ao Campeonato Mundial de Clubes de 2014 sediado na Zurique-Suíça.
Pelo Sesi-SP também avançou as finais da Superliga Brasileira A 2013-14, encerrando com o vice-campeonato, além de disputar a edição do Campeonato Mundial de Clubes de 2014 conforme, vestiu  a camisa#10  na conquista da medalha de bronze.Renovou com o Sesi-SP para as competições do período esportivo 2014-15.
Transferiu-se na temporada 2016-17 para o Vôlei Bauru e retornou ao Pinheiros  no período de 2017-18, renovando para as competições de 2018-19.Pela seleção brasileira militar disputou a edição do Campeonato Mundial Militar em Edmonton, Canadá, conquistando a medalha de prata e conquistou a medalha de ouro na edição dos Jogos Mundiais Militares de 2019 em Wuhan .E foi contratada pelo Fluminense para competir na jornada 2019-20.

## Títulos e Resultados
- 2014- Campeã da Copa Brasil[31]
- 2013-14– Vice-campeã da Superliga Brasileira A[33]
- 2013- Vice-campeã do Campeonato Paulista[30]
- 2013-13º lugar  da Copa CEV [29]
- 2012-13-3º lugar  da Liga A Suíça[28]
- 2013-Vice-campeã  da Copa da Suíça[27]
- 2011-12-9º lugar  da Superliga Espanhola A[26]
- 2010-11-9º lugar  da Liga A Turca [24]
- 2010-11-4º lugar  da Liga A Croata [19]
- 2010-11-9º lugar da Liga Europeia MEVZA de Clubes[21]
- 2010-11-3º lugar  da Copa da Croácia[18]
- 2009-10-3º lugar  da Superliga Espanhola A[16]
- 2009-4º lugar  da Supercopa da Espanha [15]
- 2008-09-6º lugar  da Superliga Espanhola A[14]
- 2008-Campeã  da Supercopa da Espanha[13]
- 2006-07-3º lugar da Superliga Brasileira A[4]
- 2006-3º lugar do Campeonato Paulista [8]
- 2006-4º lugar da Copa São Paulo [8]
- 2005-06-7º lugar da Superliga Brasileira A[4]
- 2005-4º lugar do Salonpas Cup (São Paulo,  Brasil)[5]
- 2004-05-3º lugar da Superliga Brasileira A[3][4]
- 2004-3º lugar  do Campeonato Paulista [3]
- 2004-Campeã dos Jogos Abertos do Interior [1]
- 2002-Campeã do Campeonato Mineiro Infantojuvenil [3]
- 2002-Campeã do Campeonato Metropolitano Infantojuvenil [3]
- 2002-Campeã do Campeonato Mineiro Infantil [3]
- 2002-Campeã do Campeonato Metropolitano Infantil [3]
- 2002-Campeã do Campeonato Brasileiro de Seleções Infantil [3]

## Premiações individuais
- 4ª Melhor Atacante  da Superliga Espanhola A de 2009-10[17]

## Ligações Externas
- «Perfil no sitio VôleiBrasil»
- «Perfil no sitio da FIVB Beachv Volleyball» 🔗 (em inglês)
- «Perfil no sitio da CEV» 🔗 (em inglês)